# La Vie financière
La Vie financière ou La Vie française est un hebdomadaire économique et financier français fondé par Didier Lambert le 5 mai 1945, qui a existé sous le titre La Vie française jusqu'en 1999, avant de devenir La Vie financière puis de disparaître en 2008,.

## Historique
Didier Lambert (1910-1962), un ancien journaliste de 1935 à 1939, fonde l'hebdomadaire économique et financier La vie française le 5 mai 1945, soit trois jours avant le 8 mai 1945. Son passé d'ancien résistant du réseau Combat lui permet d'avoir les appuis nécessaires pour obtenir l'autorisation administrative de paraître et surtout le papier qui était rationné au sortir de la guerre (jusqu'en 1951),,. Le premier numéro est tiré à 37 000 exemplaires et « compte six pages dont deux de cotations ». 
En 1954, le magazine innove en lançant le « grand prix du rapport annuel de La Vie française »,.  Chaque année il récompense « la qualité de l'information financière diffusée aux actionnaires ». Il sera renommé plus tard en « prix du meilleur rapport annuel »,. Pour Didier Lambert le but de l'initiative est que : « l'épargnant, naguère méprisé, soit de mieux en mieux informé ou, du moins, de moins en moins mal ». 
Le titre rachète ensuite trois autres concurrents : La Tribune économique, Nouvelles économiques et en 1951, La Semaine économique, politique et financière,. 
Didier Lambert meurt d'un infarctus en 1962. Sa veuve, Anne-Marie, reprend la direction de La Vie française dont elle possède 5 % du capital. Son inexpérience dans les affaires effraie certains actionnaires historiques du journal qui vendent leurs parts, qui représentent environ la moitié du capital, à Hachette,. Toutefois, « [...] elle poursuit la stratégie de son mari. Priorité aux abonnés et méfiance à l'égard de la publicité, notamment financière [...] ». Ce qui permet à La Vie française, sous sa direction, d'obtenir des records de vente dans les années 1960 de plus de 150 000 exemplaires (sur un tirage de 180 000 exemplaires). Ce n'est qu'aux débuts des années 1970, que la moitié restante du capital, détenue par « Jacques Maillet, PDG d'Intertechnique et ami de Jacques Chaban-Delmas », est cédée à Hachette.
Sans en informer Anne-Marie Didier-Lambert, Hachette revend La Vie française en octobre 1973, et l'écarte de la direction. L'hebdomadaire est alors fusionné avec L'Opinion économique et financière titre édité par la Société d'éditions financières, économiques et politiques (Sefep), appartenant au gérant de portefeuille Roger Gicquel qui est directeur de l'hebdomadaire financier Fortune française et édite aussi le magazine Le Capital. René Sédillot devient le directeur et Claude Darsey, le rédacteur en chef.
Un concurrent apparaît alors avec Investir, hebdomadaire financier créé en 1974 par une partie de l'équipe de La Vie française menée par Gérard Vidalenche.
En 1979, au moment de la création du concurrent Mieux vivre votre argent par Jean-Antoine Bouchez, l'hebdomadaire est racheté par Bruno Bertez l'un de ses journalistes, avec l’aide de son ami banquier Jean-Pierre Peyraud et d’un autre journaliste, Noël Mettey.
Durant les années 1980, Bruno Bertez, est l'un des principaux actionnaires de l'entreprise et Mireille Rusinak la directrice de la rédaction. La ligne éditoriale, s'appuyant sur une diffusion importante et une équipe rédactionnelle reconnue, a conservé une dominante économique et financière, mais est devenue assez généraliste, avec des rubriques politiques, sociales, pratiques et culturelles relativement fournies, au point de se rapprocher quelque peu, dans sa présentation et ses niveaux de diffusion, des hebdomadaires d'information générale. L'activité de l'entreprise est très bénéficiaire, au point que les profits qu'elle génère contribuent à financer le lancement en 1985 du quotidien La Tribune. La Vie française est alors le seul des titres de presse appartenant à Bruno Bertez à gagner de l'argent.
En 1987, la vente de ce titre au Groupe Expansion par Bruno Bertez entraîne le départ de Mireille Rusinak et de plusieurs autres journalistes, dont Jean-Pierre Thiollet, le responsable de la rubrique immobilière. Elle s'est rapidement soldée par l'affaiblissement sensible du contenu et son inadéquation avec les attentes du lectorat, sonnant ainsi la fin de cet « âge d'or » de la publication.
En décembre 1993, LVMH se porte candidat à l'acquisition du Groupe Expansion, endetté de 300 millions de francs. Mais la Compagnie européenne de publications, filiale à 39,6 % d'Havas, lui est préférée par l'hebdomadaire, qui compte parmi ses actionnaires Dow Jones (16 %), Handelsblatt (13 %), Fimalac (12 %) et Prisa (5 %). LVMH se concentre alors sur son nouveau groupe de presse. 
En octobre 1999, le magazine La Vie française est rebaptisé La Vie financière par le Groupe Express-Expansion (Socpresse). Au début des années 2000 il ne cesse d'être fortement affecté par les changements de propriétaire, et les problèmes de gestion et de management qui en ont découlé,,,,. Redevenue un titre très spécialisé, aux ambitions plutôt limitées, il fait faillite en novembre 2008,. Puis la publication est rachetée en partie fin 2008 par MoneyWeek France, société qui a été mise en liquidation judiciaire le 5 octobre 2011.

## Dans la culture populaire
Dans Bel-Ami, roman réaliste de Guy de Maupassant publié en 1885, le héros se fait engager dans un journal appelé lui aussi La Vie française, qui siège boulevard Poissonnière.
Dans Noirhomme (2007-2010), bande dessinée aux contours fantastiques située dans la France louis-philipparde, série signée Antoine Maurel (scénario) et Hamo (dessin), l'un des personnages centraux, Alceste Boursault, travaille également pour un journal du même nom. 

## Annexe